# Holguín
Holguín er en by i det sydøstlige Cuba, der med et indbyggertal (pr. 2004) på cirka 327.000 er landets fjerdestørste by. Byen er hovedstad i en provins af samme navn og blev grundlagt i 1523.

## Erhverv
I byen ligger bryggeriet Cervecería Bucanero.